# Tim Coulis
Timothy W. Coulis (Kanada, Ontario, Kenora, 1958. február 24. −) kanadai jégkorongozó.

## Karrier
Komolyabb junior karrierjét az OMJHL-es Sault Ste. Marie Greyhoundsban kezdte ahol 1975–1977 között játszott majd 1977-ben átkerült a St. Catharines Fincups és a Hamilton Fincupsba. Az 1978-as NHL-amatőr drafton a Washington Capitals választotta ki az első kör 18. helyén. Az 1978–1979-es szezont kihagyta csuklótörés miatt. A következő idényben bemutatkozott az NHL-ben a Washington Capitalsban majd leküldték az AHL-es Hershey Bearsbe. 1980–1983 között a CHL-es Dallas Black Hawksban játszott de 1982–1983-ban nem léphetett jégre mert megtámadott egy bírót játék közben így felfüggesztették. 1983-ban a Minnesota North Starshoz került két mérkőzés erejéig majd leküldték a CHL-es Salt Lake Golden Eaglesbe. A következő szezonban már hét mérkőzést játszhatott az NHL-ben de visszakerült az AHL-es Springfield Indiansba. 1985–1986 is így telt el. A következő bajnoki idényben csak a Springfield Indiansban játszott majd az 1987–1988-as szezonban az IHL-es Kalamazoo Wingsből vonult vissza.